# Bell X-22
Bell X-22 je bilo ameriško preskusno letalo za navpično vzletanje (V/STOL) s štirimi cevnimi ventilatorji. Vzletalo je tako, da so se vijaki usmerili navzgor, ali na kratkih stezah z ohišji vijakov nagnjenimi približno 45°. Poleg tega naj bi X-22 zagotavljalo boljše sposobnosti navpičnega vzletanja transpornih letal kakor na primer predhodni X-18 ali kasnejši XV-15. Druga zahteva tega preskusnega letala je bila, da mora biti hitrost pri vodoravnem letu 525 km/h.

## Pregled
Trokrake vijake so namestili na štiri krila in, da bi delovali sočasno, so imeli sistem medsebojne radijske povezave. Sistem je bil povezan s štirimi plinskimi turbinami, ki so bile same pričvrščene paroma na zadnja krila. Vodenje letala so dosegli z nagibanjem lopatic v združno z nadzornimi površinami (višinsko krmilo in  zakrilca), ki so se nahajale v potisnem toku vijakov.

## Zasnova in razvoj letala
Leta 1964 je Vojna mornarica ZDA naročila prototip, ki je imel Bellovo domačo oznako Model D2127, in ga označila z X-22. Prototip letala (#1 1520) je prvič vzletel 17. marca 1966. Zaradi zmanjšanega vzdrževanja se je prototipno letalo 8. avgusta 1966 uničilo. Drugi prototip (#2 1521) je prvič vzletel 26. avgusta 1967. Pred tem so mu izboljšali nadzor letenja in sistem stabilizacije, kar je izboljšalo letalne sposobnosti. Čeprav se je letalo pokazalo za najboljše letalo svoje vrste, so program ukinili. Zahtevane hitrosti ni nikoli doseglo. Največja hitrost je bila 509 km/h. Zadnjič je drugi prototip poletel leta 1988. Trenutno je zračno plovilo razstavljeno v muzeju v New Yorku.
Čeprav so se cevni ventilatorski vijaki izkazali za uporabne, jih nikoli več niso uporabili v kakšnem ameriškem vojaškem letalu.

## Sorodna letala
- V-22